# 람보르기니 브라보
람보르기니 브라보(Lamborghini Bravo)는 베르토네의 자동차 디자이너 마르첼로 간디니가 람보르기니를 위해 디자인한 컨셉트 카이다. 이 차량은 1974년 토리노 모터쇼에서 처음 공개되었다.

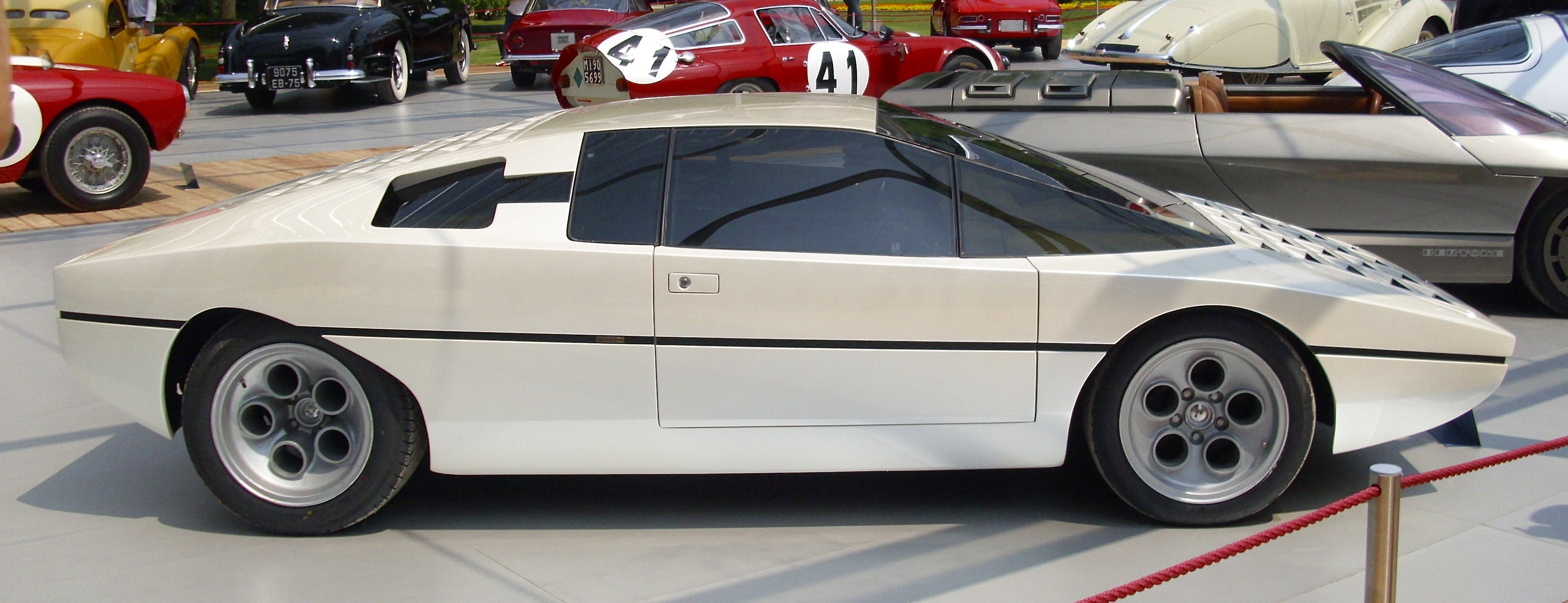
측면

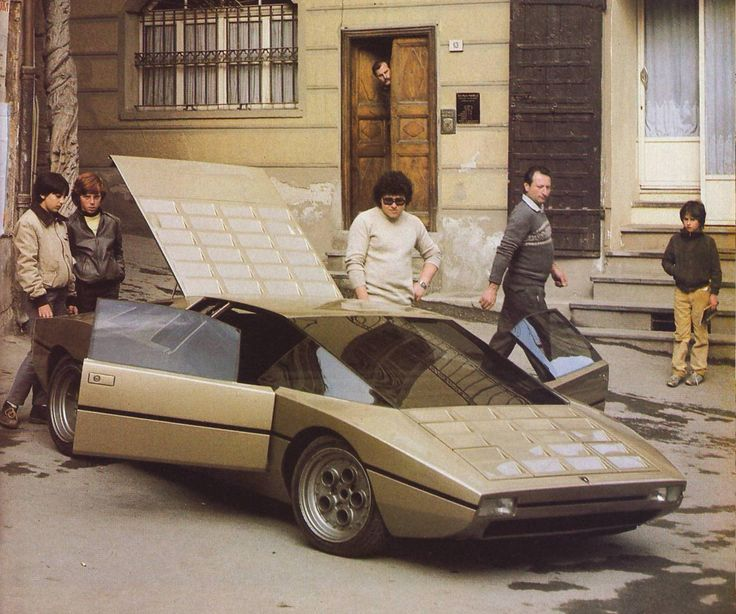
1974 람보르기니 브라보 베르토네

브라보는 우라코를 대체할 아이디어를 선보이기 위해 디자인되었다. 완벽하게 작동하는 프로토타입은 휠베이스가 175mm 단축된 우라코 섀시를 기반으로 제작되었으며, 뒷바퀴에 동력을 공급하는 3.0L 300 마력 (224 kW) V8 엔진을 탑재하여 베르토네 박물관에 전시되기 전까지 약 40,000마일(64,000km)의 주행 테스트를 거쳤다. 실제로 생산된 적은 없지만, 각진 디자인과 창문 배열 등 많은 스타일링 특징은 쿤타치에서 영감을 받았다. 브라보라는 명칭은 스페인의 투우에 사용되는 황소 품종에서 따왔다.
브라보는 베르토네의 재정적 어려움으로 인해 2011년 5월 21일 경매에서 588,000유로에 판매되었다. 브라보는 처음에는 진주빛 노란색, 그다음에는 녹색, 그다음에는 샴페인색, 마지막으로 흰색 등 다양한 색상으로 칠해졌다. 이러한 색상 변화로 인해 여러 대의 브라보가 생산되었다는 잘못된 추측이 있었지만, 공식 출처에 따르면 단 한 대만 생산된 것으로 확인되었다.